# American Hustle
American Hustle – amerykański film kryminalny w reżyserii Davida O. Russella, luźno oparty na historii operacji Abscam przeprowadzonej przez FBI na przełomie lat 70. i 80. XX wieku.
Światowa premiera filmu miała miejsce 12 grudnia 2013 roku.

## Opis fabuły
Irving Rosenfeld jest zawodowym oszustem, który wraz z partnerką i kochanką Sydney Prosser zostaje wmanewrowany do współpracy z FBI. Niezrównoważony agent FBI Richie DiMaso wciąga parę w niebezpieczny i pociągający świat wpływowych lobbystów i mafii. Poznają zapalczywego Carmine Polito, polityka z New Jersey, tkwiącego w samym środku działań prowadzonych przez oszustów i agentów federalnych. Tymczasem żona Irvinga, Rosalyn, przygotowuje własny plan.

## Obsada
- Christian Bale – Irving Rosenfeld
- Bradley Cooper – Richie DiMaso
- Amy Adams – Sydney Prosser
- Jeremy Renner – Carmine Polito
- Jennifer Lawrence – Rosalyn Rosenfeld
- Louis C.K. – Stoddard Thorsen
- Robert De Niro – Victor Tellegio
- Jack Huston – Pete Musane
- Michael Peña – Paco Hernandez / Szejk Abdullah
- Shea Whigham – Carl Elway
- Alessandro Nivola – Anthony Amado
- Elisabeth Röhm – Dolly Polito
- Erica McDermott – Addie Abrams

## Nagrody i nominacje
86. ceremonia wręczenia Oscarów
- nominacja: najlepszy film – Charles Roven, Richard Suckle, Megan Ellison i Jonathan Gordon
- nominacja: najlepszy reżyser – David O. Russell
- nominacja: najlepszy scenariusz oryginalny – David O. Russell i Eric Warren Singer
- nominacja: najlepszy aktor pierwszoplanowy – Christian Bale
- nominacja: najlepszy aktor drugoplanowy – Bradley Cooper
- nominacja: najlepsza aktorka pierwszoplanowa – Amy Adams
- nominacja: najlepsza aktorka drugoplanowa – Jennifer Lawrence
- nominacja: najlepsza scenografia i dekoracja wnętrz – Judy Becker (scenografia) i Heather Loeffler (dekoracja wnętrz)
- nominacja: najlepsze kostiumy – Michael Wilkinson
- nominacja: najlepszy montaż – Jay Cassidy, Crispin Struthers i Alan Baumgarten

18. ceremonia wręczenia Satelitów
- nominacja: najlepszy film
- nominacja: najlepszy reżyser – David O. Russell
- nominacja: najlepszy aktor w filmie fabularnym – Christian Bale
- nominacja: najlepsza aktorka w filmie fabularnym – Amy Adams
- nominacja: najlepszy aktor w roli drugoplanowej – Bradley Cooper
- nominacja: najlepsza aktorka w roli drugoplanowej – Jennifer Lawrence
- nominacja: najlepszy scenariusz oryginalny – David O. Russell i Eric Warren Singer
- nominacja: najlepszy montaż – Alan Baumgarten, Jay Cassidy i Crispin Struthers

71. ceremonia wręczenia Złotych Globów
- nagroda: najlepszy film komediowy lub musical
- nagroda: najlepsza aktorka w filmie komediowym lub musicalu – Amy Adams
- nagroda: najlepsza aktorka w roli drugoplanowej – Jennifer Lawrence
- nominacja: najlepszy reżyser – David O. Russell
- nominacja: najlepszy aktor w filmie komediowym lub musicalu – Christian Bale
- nominacja: najlepszy aktor w roli drugoplanowej – Bradley Cooper
- nominacja: najlepszy scenariusz – David O. Russell i Eric Warren Singer

20. ceremonia wręczenia nagród Gildii Aktorów Ekranowych
- nagroda: wybitny występ zespołu aktorskiego w filmie kinowym
- nominacja: wybitny występ aktorki w roli drugoplanowej – Jennifer Lawrence

## Zdjęcia
Zdjęcia do filmu realizowane były na terenie amerykańskich stanów Massachusetts i Nowy Jork.